# Volksbank Altshausen
Die Volksbank Altshausen eG war eine deutsche Genossenschaftsbank mit Sitz in der baden-württembergischen Gemeinde Altshausen im Landkreis Ravensburg.
Im Jahr 2024 fusionierte die Volksbank Altshausen eG mit der Volksbank Bad Saulgau eG und der VR Bank Riedlingen-Federsee zur VR Bank Donau-Oberschwaben eG.

## Geschichte
Am 18. März 1865 gründeten 34 Mitglieder des im Jahr zuvor entstandenen Gewerbevereins Altshausen den Vorschussverein Altshausen, dessen Satzung im Hotel Hirsch-Post unterschrieben wurde. Am 15. Juli 1865 wurde die Geschäftstätigkeit aufgenommen. Die erste Generalversammlung fand am 28. April 1866 statt.
Zum 1. Januar 1871 wurde die Umfirmierung in eine eingetragene Genossenschaft mit unbeschränkter Haftung vorgenommen. 1876 erfolgt die erste Währungsumstellung von Gulden zur Goldmark. Die Geschäfte liefen so gut, dass im Jahr 1882 die Bank wegen Geldüberflusses keine Gelder von Nichtmitgliedern mehr annahm. Erst ab dem 18. November 1898 durften Nichtmitglieder wieder Geld beim Vorschussverein anlegen. Nach dem Ende der Goldmark zu Beginn des Ersten Weltkrieges 1914, erfolgte im Jahr 1919 die erste große Änderung: In der Satzung des Vorschussvereins wurde die begrenzte Haftung eingeführt und dem Geldinstitut der Name Gewerbebank Altshausen gegeben.
Im Inflationsjahr 1923 erwirtschaftete die Bank 1.336 Billionen Mark Reingewinn, von denen nach Einführung der Reichsmark nichts mehr übrig blieb. Anlässlich des 75-jährigen Jubiläums im Jahre 1940 wurde die Satzung und der Firmenname in Volksbank Altshausen eGmbH geändert.
Mit der Währungsreform und dem Marshall Plan kam ein Aufschwung mit dem Wirtschaftswunder. Die Volksbank startete am 21. Juni 1948 mit einer Bilanzsumme von 682.000 DM und 47.000 DM Rücklagen. Am 1. Mai 1957 wurde eine Kassenstelle in Ebenweiler eröffnet. Nachdem die Bank mit Kaufvertrag vom 16. Mai 1961 das Grundstück Maigler am heutigen Standort erworben hatte, wurde im Mai 1964 mit dem Bau eines neuen Bankgebäudes begonnen. Nach fast 100 Jahren ohne festen Geschäftssitz wurde 1965 das Gebäude in der Hindenburgstraße bezogen.
1981 kam es zum ersten Zusammenschluss mit der Raiffeisenbank Blönried eG mit dem Sitz in Blönried, der Raiffeisenbank Ebenweiler - Fleischwangen eG mit dem Sitz in Ebenweiler und der Raiffeisenbank Ebersbach-Musbach eG mit dem Sitz in Ebersbach-Musbach.
1989 wurde das bestehende Gebäude in Altshausen erweitert. Als technische Neuheit wurde der erste Geldautomat in Betrieb genommen.
1993 erfolgte der Zusammenschluss mit der Raiffeisenbank Wilhelmsdorf eG mit dem Sitz in Wilhelmsdorf und 1998 mit der Raiffeisenbank Blitzenreute eG mit dem Sitz in Blitzenreute und der Raiffeisenbank Fronhofen eG mit dem Sitz in Fronhofen. Die ehemalige Raiffeisenbank Wilhelmsdorf eGmbH fusionierte zuvor im Jahr 1968 mit der Raiffeisenkasse Esenhausen eGmbH mit dem Sitz in Esenhausen und im Jahr 1969 mit der Raiffeisenkasse Hasenweiler eGmbH mit dem Sitz in Hasenweiler.
Im März 2023 wurde nach dreijähriger Bauzeit der Neubau der Hauptstelle mit dem Namen „Haus der Impulse“ bezogen. Das Gebäude ist in nachhaltiger Holz-Hybrid-Bauweise erstellt. Über den Holzbau wird eine möglichst hohe CO₂-Einsparung erreicht. Dazu kommt, dass bis zu 80 Prozent der Energie, die in diesem Haus verbraucht wird, über Geo-Thermie mit Wärmepumpe und einer Solaranlage mit Batteriespeicher erzeugt wird.
Im Jahr 2024 fusionierte die Volksbank Altshausen eG mit der VR Bank Riedlingen-Federsee eG und der Volksbank Bad Saulgau eG zur VR Bank Donau-Oberschwaben eG.

## Fusion zur VR Bank Donau-Oberschwaben eG
Die Generalversammlung der Volksbank Altshausen eG beschloss am 26. Juni 2024 die Fusion mit der Volksbank Bad Saulgau eG und der VR Bank Riedlingen-Federsee eG, deren rechtliche Eintragung in das Genossenschaftsregister am 2. Oktober 2024 stattfand.
Die gemeinsame Bank firmiert unter dem Namen „VR Bank Donau-Oberschwaben eG“. Im Außenauftritt werden die bewährten Marken „Volksbank Altshausen“, „Volksbank Bad Saulgau“ sowie „VR Bank Riedlingen-Federsee“ fortgeführt.
Juristischer Sitz der neuen Bank ist Bad Saulgau und eingetragene Zweigniederlassungen befinden sich in Altshausen, Bad Saulgau und Riedlingen.
Die VR Bank Donau-Oberschwaben eG gehört mit rund 57.000 Mitgliedern, circa 100.000 Kundinnen und Kunden, 27 Filialen und einer Bilanzsumme von 3,1 Mrd. Euro (Stand 1. Januar 2024) zu den großen Volksbanken in Baden-Württemberg.

## Rechtsverhältnisse
Die Volksbank Altshausen eG war im Genossenschaftsregister beim Amtsgericht Ulm unter GnR 550043 eingetragen.

## Organisationsstruktur
Rechtsgrundlagen waren das Genossenschaftsgesetz und die durch die Generalversammlung beschlossene Satzung. Organe der Bank waren der Vorstand, der Aufsichtsrat und die Generalversammlung.

## Sicherungseinrichtung
Die Volksbank Altshausen eG war der amtlich anerkannten Sicherungseinrichtung des Bundesverbandes der Deutschen Volksbanken und Raiffeisenbanken GmbH und der zusätzlichen freiwilligen Sicherungseinrichtung des Bundesverbandes der Deutschen Volksbanken und Raiffeisenbanken e.V. angeschlossen.

## Geschäftsausrichtung
Die Volksbank Altshausen eG betrieb das Universalbankgeschäft. Die Volksbank Altshausen eG war unter anderem in den Geschäftsbereichen Immobiliengeschäft, Vorsorge- und Nachlassplanung und im Stiftungsmanagement tätig. Im Verbundgeschäft arbeitete sie mit der DZ Bank, R+V Versicherung, Bausparkasse Schwäbisch Hall, Teambank, VR Smart Finanz, Münchener Hypothekenbank, DZ Hyp und der Union Investment zusammen.

## Geschäftsgebiet
Das Geschäftsgebiet lag im Norden und Westen des Landkreises Ravensburg. Das Geschäftsgebiet erstreckte sich über Altshausen, Ebersbach, Blönried, Fronhofen, Blitzenreute, Staig, Wilhelmsdorf und Illmensee.
An diesen Orten betrieb die Bank Filialen:
- Altshausen (Hauptstelle, jur. Sitz)
- Ebersbach-Musbach (Geschäftsstelle)
- Wilhelmsdorf (Geschäftsstelle)
- Fronhofen (Geschäftsstelle)
- Blitzenreute (Geschäftsstelle)